# 小島卓 (サッカー選手)
小島 卓（こじま たかし、1973年8月4日 - ）は、滋賀県出身の元サッカー選手、スカウト、焼肉店オーナー。日本サッカー協会登録仲介人。株式会社Mundo Rico代表取締役社長。
現役時代は守備的ミッドフィールダーやセンターバックのポジションをこなした。

## 来歴
東海大学第一高校（現：東海大学付属静岡翔洋高校）を経て、近畿大学に入学。布部陽功は近畿大学の同級生に当たる。近畿大学を中退後はブラジルのヒョーゴFCなどを経て、1995年6月より柏レイソル、1999年よりヴィッセル神戸でプレー。
現役引退後はスカウトに転じて、2001年から2004年まで柏、2005年から2015年まで名古屋グランパスエイトでスカウトを務めた。2011年には京都市中京区に「完熟近江牛 鴨川たかし」という焼肉店を開店。
2016年より京都サンガF.C.のチーフスカウトに就任。2017年に近大時代からの友人の布部を監督に就任させた。田中マルクス闘莉王ら元名古屋の選手を複数獲得。
2018年より京都の強化部長に就任。布部陽功監督を前年不振であったにもかかわらず続投させたが、情実人事ではない旨を主張。2018年5月に布部を退任させ、旧友のボスコ・ジュロヴスキーを後任監督に据えた。
同年11月18日、強化部長を退任。
2018年7月に株式会社Mundo Ricoを設立。飲食店経営や不動産のコンサルティング業のほか、小島自らがJFA登録仲介人となってアスリートやスポーツクラブの代理人業を行っている。

## 所属クラブ
- 東海大学第一高校（現：東海大学付属静岡翔洋高校）
- 近畿大学
- ヒョーゴFC[3]
- 兵庫FC[3]
- 1995年 - 1998年 柏レイソル
- 1999年 - 2000年 ヴィッセル神戸

## 個人成績
| 国内大会個人成績 | 国内大会個人成績 | 国内大会個人成績 | 国内大会個人成績 | 国内大会個人成績 | 国内大会個人成績 | 国内大会個人成績 | 国内大会個人成績 | 国内大会個人成績 | 国内大会個人成績 | 国内大会個人成績 | 国内大会個人成績 |
| 年度             | クラブ           | 背番号           | リーグ           | リーグ戦         | リーグ戦         | リーグ杯         | リーグ杯         | オープン杯       | オープン杯       | 期間通算         | 期間通算         |
| 年度             | クラブ           | 背番号           | リーグ           | 出場             | 得点             | 出場             | 得点             | 出場             | 得点             | 出場             | 得点             |
| 日本             | 日本             | 日本             | 日本             | リーグ戦         | リーグ戦         | リーグ杯         | リーグ杯         | 天皇杯           | 天皇杯           | 期間通算         | 期間通算         |
| ---------------- | ---------------- | ---------------- | ---------------- | ---------------- | ---------------- | ---------------- | ---------------- | ---------------- | ---------------- | ---------------- | ---------------- |
| 1995             | 柏               | -                | J                | 0                | 0                | -                | -                | 0                | 0                | 0                | 0                |
| 1996             | 柏               | -                | J                | 3                | 0                | 2                | 0                | 0                | 0                | 5                | 0                |
| 1997             | 柏               | 20               | J                | 0                | 0                | 1                | 0                | 3                | 0                | 4                | 0                |
| 1998             | 柏               | 15               | J                | 1                | 0                | 0                | 0                | 0                | 0                | 1                | 0                |
| 1999             | 神戸             | 18               | J1               | 5                | 0                | 0                | 0                | 1                | 0                | 6                | 0                |
| 2000             | 神戸             | 18               | J1               | 7                | 0                | 2                | 0                | 0                | 0                | 9                | 0                |
| 通算             | 日本             | 日本             | J1               | 16               | 0                | 5                | 0                | 4                | 0                | 25               | 0                |
| 総通算           | 総通算           | 総通算           | 総通算           | 16               | 0                | 5                | 0                | 4                | 0                | 25               | 0                |

- Jリーグ初出場 - 1996年9月28日 Jリーグ第21節 名古屋グランパスエイト戦 (名古屋市瑞穂公園陸上競技場)